# باد ديفيس
باد ديفيس (بالإنجليزية: Bud Davis)‏ هو لاعب كرة قاعدة أمريكي، ولد في 7 ديسمبر 1895 في Merry Point, Virginia ‏ في الولايات المتحدة، وتوفي في 26 مايو 1967 في ويليامزبرغ في الولايات المتحدة.

## وصلات خارجية
- باد ديفيس على موقعبيزبول رفرنس.كوم (الدوري الرئيسي) (الإنجليزية)
- باد ديفيس على موقعبيزبول رفرنس.كوم (الدوري الثانوي) (الإنجليزية)